# 생초초등학교
생초초등학교는 대한민국 경상남도 산청군 생초면 어서리에 있는 공립 초등학교이다.

## 학교 연혁
- 1927년 9월 3일 생초공립보통학교 개교
- 1938년 4월 1일 생초공립심상소학교 개칭
- 1941년 4월 1일 생초공립국민학교 개칭
- 1945년 9월 24일 재개교
- 1950년 6월 1일 생초국민학교로 개칭
- 1975년 3월 1일 특수학급 설치
- 1980년 3월 1일 병설유치원 개원
- 1980년 3월 1일 병설유치원 개원
- 1989년 3월 1일 구평분교장 편입
- 1993년 3월 1일 구평분교장 본교 통합
- 1996년 3월 1일 생초초등학교로 개칭
- 1999년 3월 1일 고읍초등학교 본교 통합
- 2014년 9월 1일 제26대 박은우 교장 취임
- 2017년 2월 17일 제87회 졸업식(졸업생 수 7,469명)

## 참고 자료
- 생초초등학교 - 한국교육학술정보원 학교알리미